# Хаммам-Ліф
Хаммам-Ліф (араб. حمام الأنف) — місто в Тунісі. Входить до складу вілаєту Бен-Арус. Станом на 2004 рік тут проживало 38 401 особа.